# Pietro Torrigiano
Pietro Torrigiano (Florença, 24 de novembro de 1472 – Sevilha, agosto de 1528) foi um escultor da Itália.

## Biografia
Foi um protegido de Lorenzo de' Medici e trabalhou com Michelangelo quando ambos eram aprendizes. Depois se mudou para Roma, onde fez decorações em estuque para o papa Alexandre VI. Em seguida alistou-se no exército de vários estados, e então foi convidado para executar uma tumba de Henrique VII e sua consorte em Londres, entre 1509 e 1517. Após a conclusão da obra, também realizou o altar, um retábulo e um baldaquino na Abadia de Westminster, destruídos na revolta puritana no século XVII, restando contudo algumas de suas partes. Henrique VIII o contratou para criar outra tumba para si mesmo no Castelo de Windsor, mas não foi terminada. A última parte de sua vida passou na Espanha, especialmente em Sevilha, onde deixou várias esculturas. Seu temperamento impulsivo levou-o à prisão, onde faleceu.